# Chim sâu ngực máu
Chim sâu ngực máu (danh pháp hai phần: Dicaeum sanguinolentum) là một loài chim lá thuộc chi Dicaeum trong họ Chim sâu. Nó là loài đặc hữu của Indonesia. Môi trường sống tự nhiên của nó là rừng đất thấp ẩm cận nhiệt đới và rừng núi cao ẩm cận nhiệt đới hoặc nhiệt.

## Tham khảo

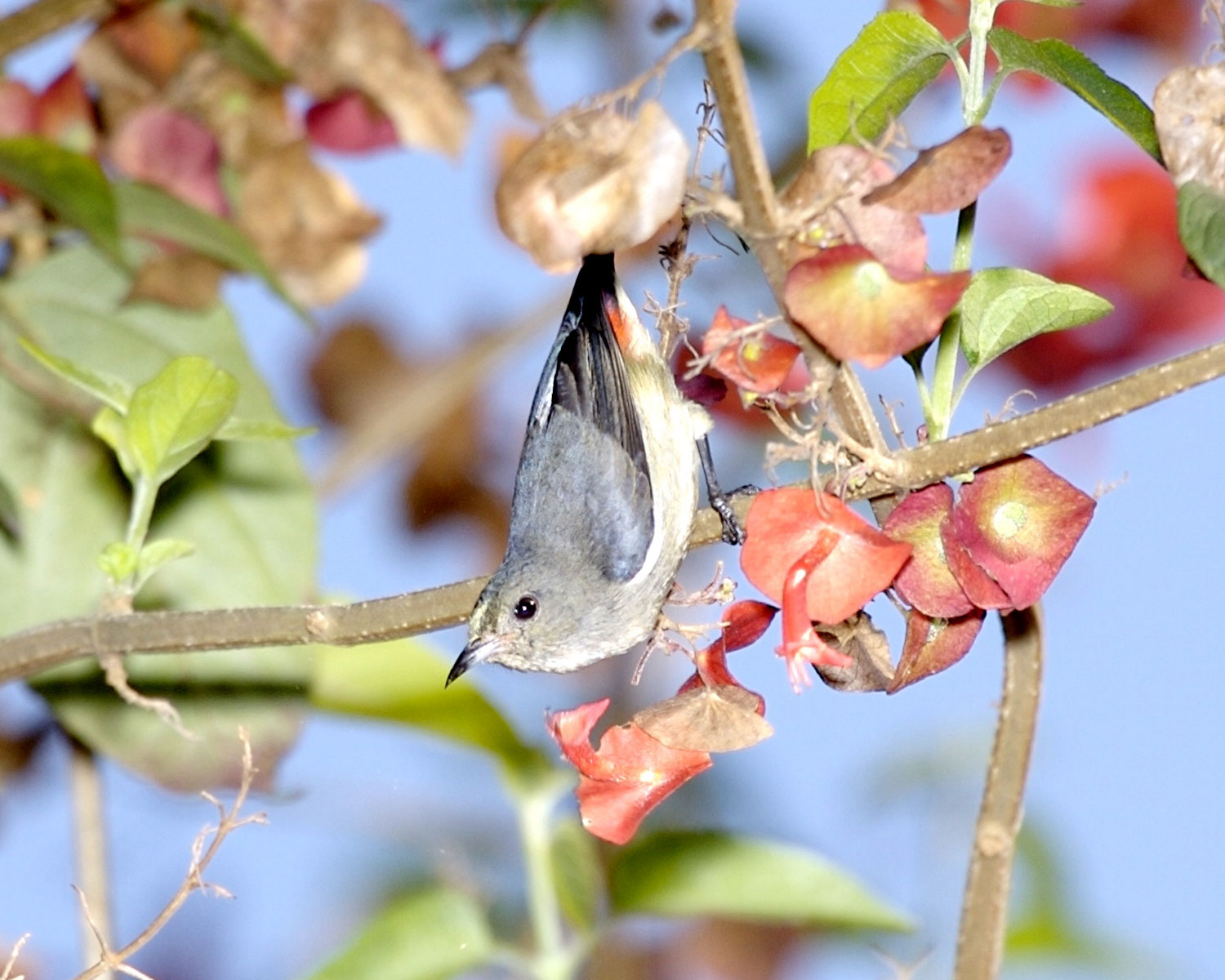
Chim sâu ngực máu